# Пригорское
Приго́рское — село в Смоленской области России, в Смоленском районе. Население — 2427 жителей (2010 год).

## География
Расположено в западной части области в 14 км к юго-востоку от г. Смоленска, на автодороге А141 Орёл — Витебск. Административный центр Пригорского сельского поселения.

## Экономика и инфраструктура
В селе находится СПК «Пригорское», созданный в 1990-х годах на базе Талашкинской птицефабрики. В настоящее время — на стадии банкротства.
В числе прочих объектов инфраструктуры — районный дом культуры, средняя школа, музыкальная школа, конно-спортивная школа, спортзал, стадион, больница, поликлиника, библиотека, два детских садика, администрация Пригорского сельского поселения.
Имеется действующий храм Георгия Победоносца (открыт в 1998 году в одном из зданий Пригорской птицефабрики; реконструкция завершена в 2004—2006 годах).

## ООПТ
В 70-е годы на участке реки Нагать между посёлком Пригорское и деревней Нагать было образовано озеро. С 1981 года озеро и расположенная на его берегу роща имеют статус региональной ООПТ общей площадью 10 га. В парке на северном берегу озера находится мемориал «Памяти героев Великой Отечественной войны».

## Галерея

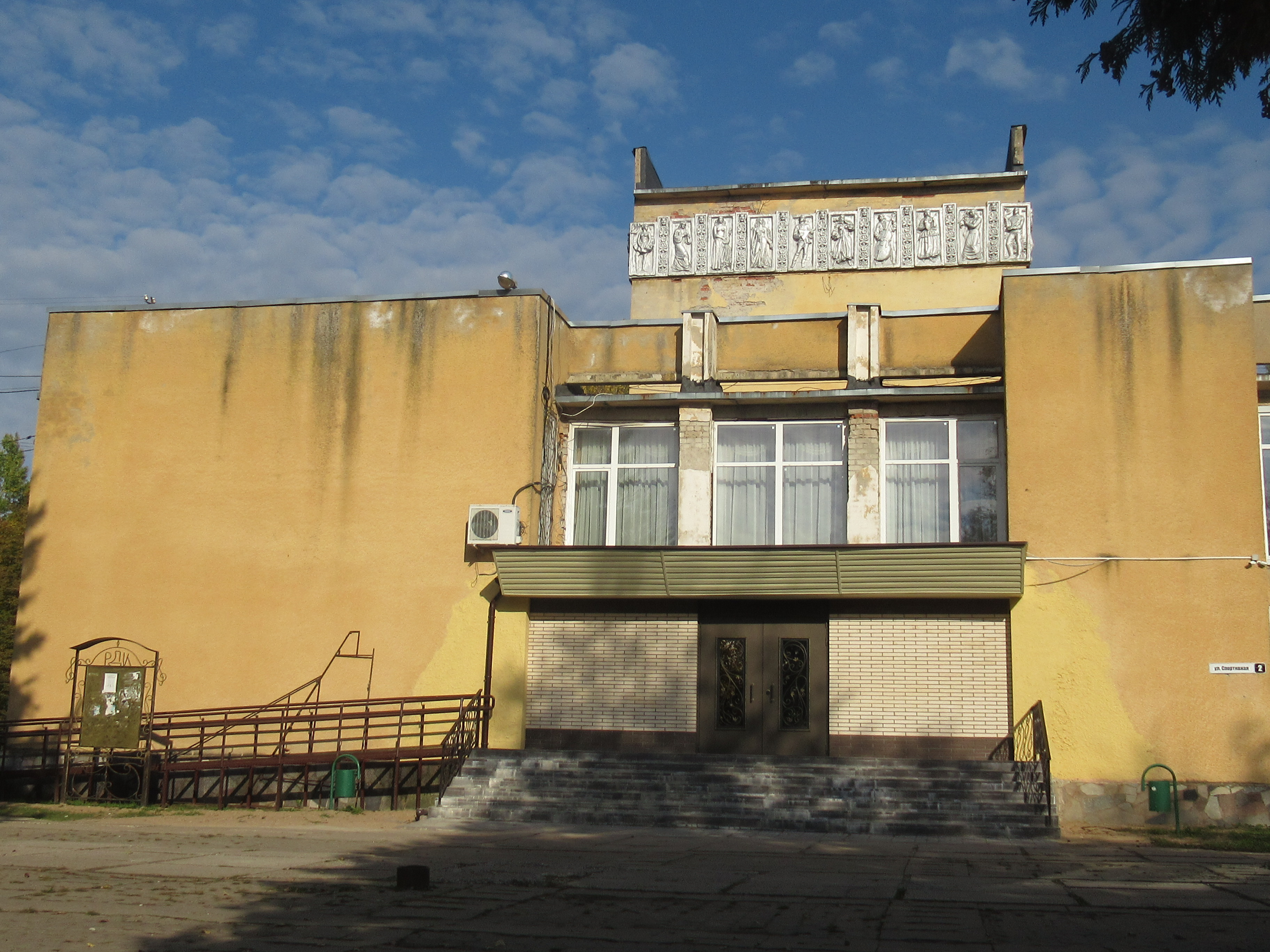
Дом культуры
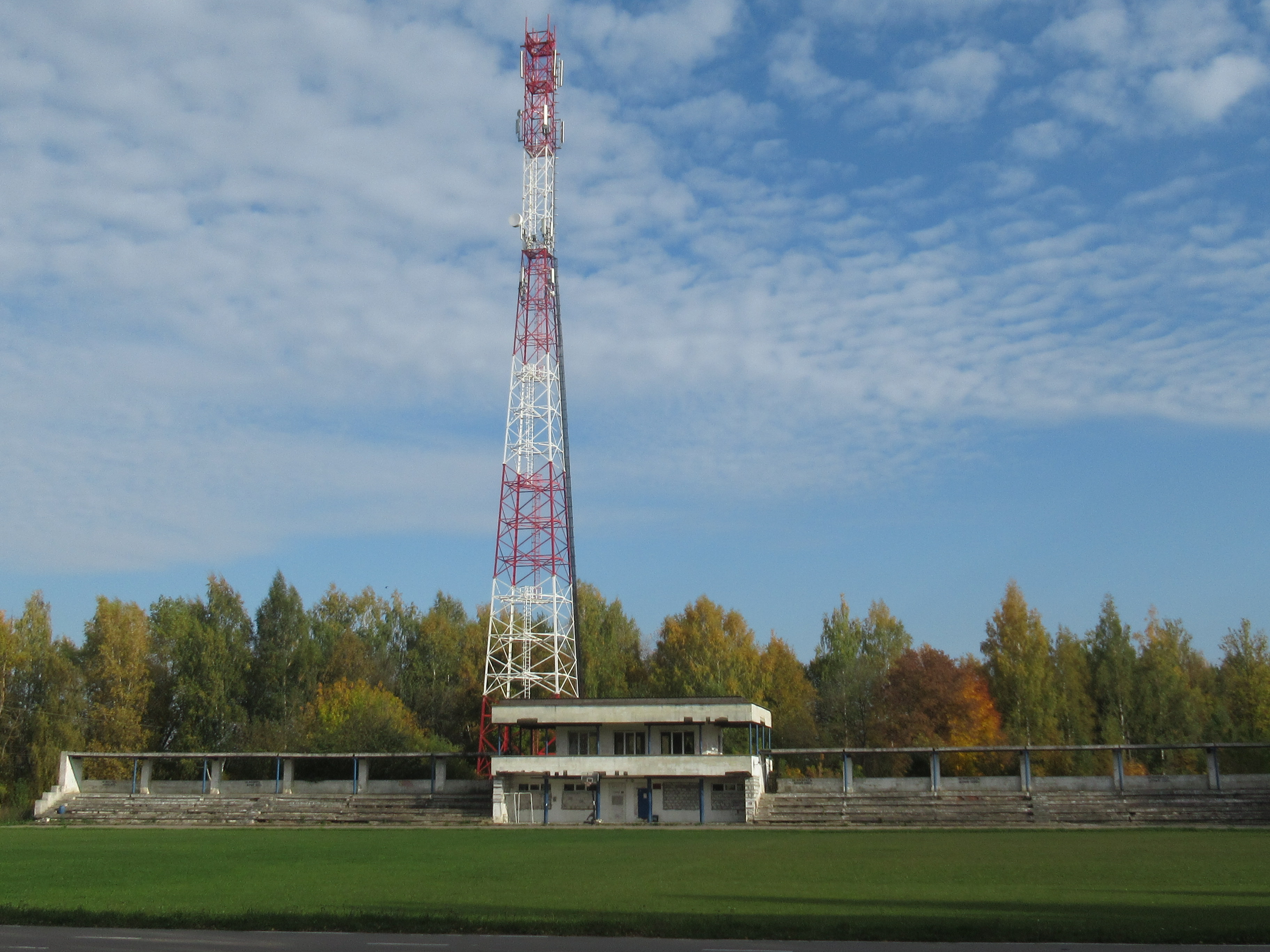
Стадион
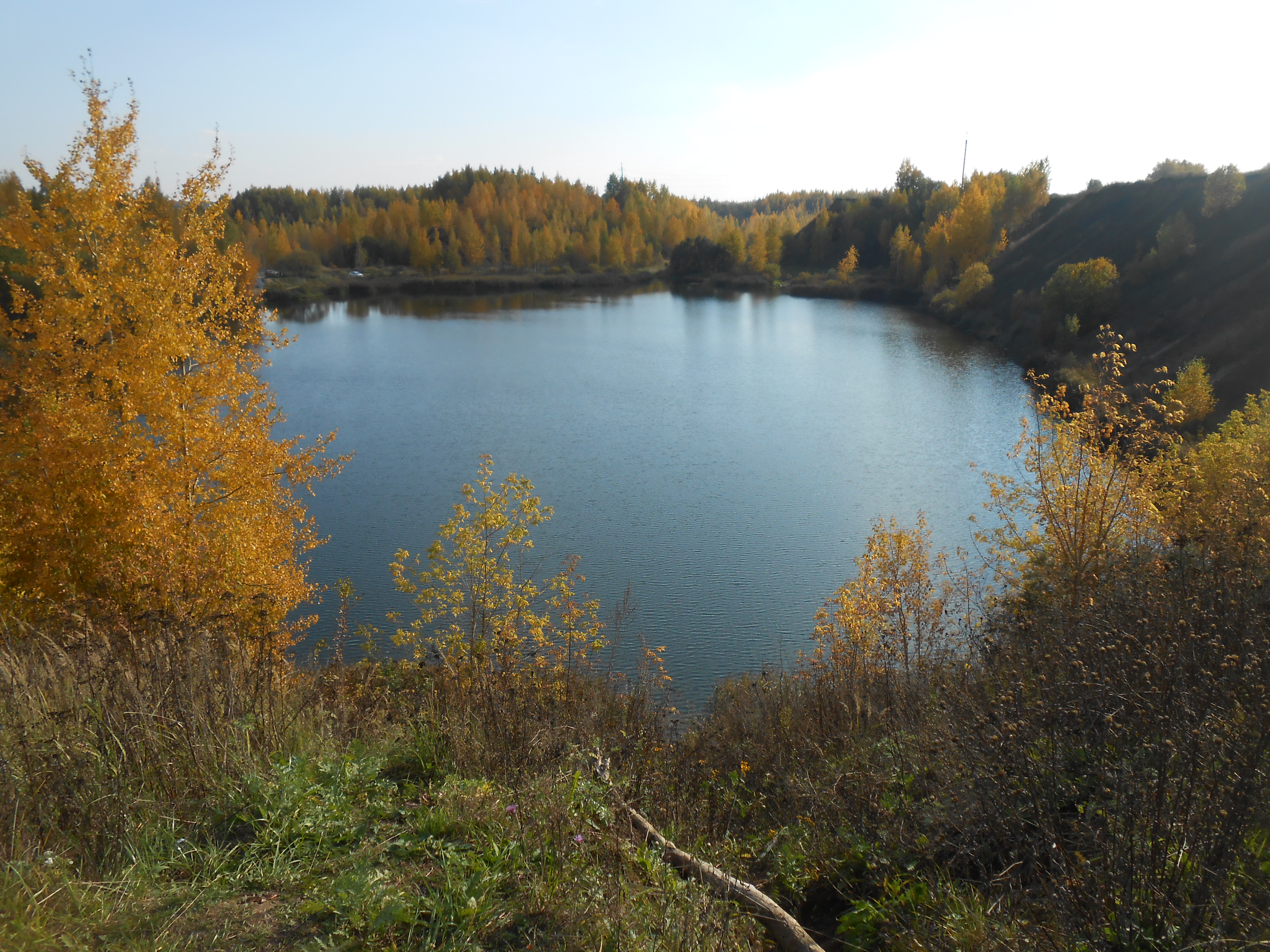
Озеро